# Vespa nigra
Vespa nigra är en getingart som beskrevs av Statz 1936. Vespa nigra ingår i släktet bålgetingar, och familjen getingar. Inga underarter finns listade i Catalogue of Life.